# Gran Museu Egipci
El Gran Museu Egipci (Grand Egyptian Museum o GEM  per les seves sigles en anglès), també conegut com el Museu de Gizeh, és un museu en construcció on s'exposaran col·leccions íntegres de l'antic Egipte. Descrit com el museu arqueològic més gran al món, hauria de ser acabat l'any 2021, a causa de la pandèmia COVID-19. Ocupa aproximadament 50 hectàrees de terra, a dos quilòmetres a l'oest de les Piràmides de Gizeh.

## Projecte
El disseny de l'edifici va ser assignat mitjançant un concurs d'arquitectura. El concurs va ser anunciat el 7 de gener de 2002. Els organitzadors van rebre 1 557 sol·licituds de 82 països, convertint-se en el segon concurs d'arquitectura més sol·licitat de la història. En la segona etapa del concurs, 20 sol·licituds van ser assignades i van haver de lliurar informació addicional. Finalment, la companyia Heneghan Peng de Dublín, Irlanda es va fer amb el contracte, guanyant 250 000 dòlars. L'edifici està dissenyat pels arquitectes Heneghan Peng, Buro Happold i Arup. El pla i el disseny museístic va ser encarregat a Metaphor i Cultural Innovations S.A.
L'edifici té forma de triangle oblic i es troba a dos quilòmetres a l'oest de les piràmides, prop d'un canvi de sentit de l'autovia. Els murs nord i sud de l'edifici estan alineats amb la Piràmide de Kheops i la de Micerí. Enfront de l'edifici hi ha una gran esplanada amb arbres de dàtil. Una de les característiques principals del museu és la paret de pedra translúcida, feta d'alabastre, que constitueix la façana frontal de l'edifici. L'entrada principal serà un gran atri, on s'exhibiran les estàtues més imponents.

Centre de Conservació, acabat abans que la resta de l'edifici.

El 2 de febrer de 2010, Hill Internacional va anunciar que el Ministeri de Cultura d'Egipte va signar un contracte d'empresa en participació amb Hill i EHAF Consulting Engineers per proporcionar serveis d'administració durant el disseny i la construcció del Gran Museu Egipci.
El cost del projecte en total és de 550 milions de dòlars, 300 dels quals seran finançats per préstecs japonesos, el restant serà finançat pel Consell Suprem d'Antiguitats, altres donacions i fons internacionals.
El nou museu està dissenyat per incloure la tecnologia més avançada, incloent la realitat virtual. El museu també serà un centre internacional de comunicació entre museus, per promoure el contacte directe amb altres museus locals i internacionals. El Gran Museu Egipci inclourà un museu per a nens, un centre de convencions, un centre de formació, un centre de conservació i uns tallers similars als quals solien realitzar-se a l'antic edifici.

## Obra
El 5 de gener de 2002, el llavors president egipci Hosni Mubarak va posar la primera pedra del Gran Museu Egipci. El 25 d'agost de 2006, l'estàtua de Ramsés II es va traslladar des de la Plaça de Ramsès al Caire fins a la Meseta de Gizeh, anticipant-se a la construcció del museu. L'estàtua de Ramsés II, amb una antiguitat d'aproximadament 3 200 anys, va ser restaurada i eregida en l'entrada del museu en 2010.
A finals d'agost de 2008, l'equip de disseny va lliurar més de 5 000 dibuixos al Ministeri de Cultura d'Egipte. Més tard, es va anunciar la licitació de l'obra a l'octubre de 2008. Empreses constructores van començar a excavar el lloc per construir l'edifici.
La primera data de finalització es va anunciar al setembre de 2009, amb una data de conclusió original de 2013.
L'11 de gener de 2012, es va adjudicar el contracte d'empresa en participació entre l'egípcia Orascom Construction Industries (OCI) i la belga BESIX Group, per a la fase tres del Gran Museu Egipci, valorat en 810 milions de dòlars.
El Ministre d'Antiguitats, Mamdouh al-Damaty, va anunciar al maig de 2015 que el museu s'obrirà parcialment al maig de 2018. El retard seria degut al conflicte ocorregut en la Primavera Àrab (Revolució Egípcia de 2011) i la conseqüent pèrdua de turistes. El novembre de 2018, l'estimació d'una obertura completa es va aplaçar fins al darrer trimestre de 2020, i l'abril de 2020 al 2021 a causa de la pandèmia de COVID-19.
El Gran Museu Egipci va començar a donar accés limitat al vestíbul principal i les zones comercials el febrer de 2023, i el 16 d'octubre de 2024, el museu va ampliar la seva oferta obrint dotze galeries principals com a part d'una prova.